# 알프레드 고미스
아미고 알프레드 주니오르 고미스(프랑스어: Amigo Alfred Junior Gomis, 1993년 9월 5일 ~ )는 세네갈의 축구 선수이다. 포지션은 골키퍼이며, 현재 프랑스 리그 1의 로리앙에서 뛰고 있다.